# Saint-Pôtan
Saint-Pôtan település Franciaországban, Côtes-d’Armor megyében. Lakosainak száma 833 fő (2022. január 1.). Saint-Pôtan Hénanbihen, Landébia, Matignon, Pléboulle, Pluduno, Ruca, Saint-Cast-le-Guildo és Saint-Lormel községekkel határos.

## Népesség
A település népessége az elmúlt években az alábbi módon változott:
| Lakosok száma | 926  | 860  | 798  | 764  | 801  | 802  | 807  | 815  | 821  | 833  |
|               | 1968 | 1982 | 1990 | 2006 | 2013 | 2015 | 2017 | 2019 | 2020 | 2022 |